# Gâteau à thé
En Angleterre, un gâteau à thé désigne généralement un petit pain roulé léger à base de levure contenant des fruits secs, généralement servi grillé et beurré. Aux États-Unis, un gâteau à thé peut désigner un cookie ou un petit gâteau. En Suède, c'est un pain au blé mou, rond et plat, préparé avec du lait et un peu de sucre, et utilisé pour faire des sandwichs au jambon beurré ou au fromage. En Inde et en Australie, un gâteau à thé ressemble davantage à un gâteau au beurre (le terme « thé » désignant la boisson que ces produits de boulangerie accompagnent).